# Víctor Manuel Espinoza
Víctor Manuel Espinoza (Guadalajara, Jalisco; 27 de septiembre de 1968) también conocido como Otto Balbuena, es un locutor, actor de teatro y de doblaje mexicano. Conocido por ser la voz latina de Wong en el universo cinematográfico de Marvel, y por dar voz a Homero Simpson en la serie Los Simpson entre 2005 y 2020.

## Biografía
Estudió actuación y locución en universidades especializadas de California en Estados Unidos; Madrid, España; y Londres, Inglaterra. fue locutor en la radio Metrostereo.
Incursionó en el doblaje a principios del 2005 cuando fue elegido como la nueva voz oficial de Homero Simpson en la serie animada Los Simpson desde la temporada 16. Posteriormente se haría de otros personajes de la serie, como el Reverendo Alegría (Temp. 16 - 19) y Kent Brockman (Varios episodios, 16 - 19 y 27 - 31).Pero en 2021 deja de doblar la serie ya que en ese año Disney autoriza el regreso de varias primeras voces entre ellos Humberto Vélez quien además de regresar como Homero Simpson, también vuelve a dirigir el doblaje.
Entre 2007 y 2013 condujo el programa radial "La Hora Nacional" al lado de la locutora Charo Fernandez.
A mediados del 2014 comenzó a participar en diversos proyectos fuera de New Art Dub, en su mayoría para Marvel y Disney.

## Filmografía

### Como actor de doblaje
| Año           | Personaje         | Título                                      | Actor original   |
| ------------- | ----------------- | ------------------------------------------- | ---------------- |
| 2005-2020     | Homero Simpson    | Los Simpson                                 | Dan Castellaneta |
| 2007          | Homero Simpson    | Los Simpson: La Película                    | Dan Castellaneta |
| 2005-2008     | Reverendo Alegría | Los Simpson                                 | Harry Shearer    |
| 2015-2019     | Jukka             | Guardianes de la Galaxia                    | Khary Payton     |
| 2018-2020     | Kent Brockman     | Los Simpson                                 | Harry Shearer    |
| 2016          | Wong              | Doctor Strange                              | Benedict Wong    |
| 2018          | Wong              | Avengers: Infinity War                      | Benedict Wong    |
| 2019          | Wong              | Avengers: Endgame                           | Benedict Wong    |
| 2021          | Wong              | Shang-Chi and the Legend of the Ten Rings   | Benedict Wong    |
| 2021          | Wong              | Spider-Man: No Way Home                     | Benedict Wong    |
| 2022          | Wong              | Doctor Strange in the Multiverse of Madness | Benedict Wong    |
| 2022          | Wong              | She-Hulk: Attorney at Law                   | Benedict Wong    |
| 2021-presente | Wong              | What If...?                                 | Benedict Wong    |